# HipChat
HipChat是一个已關閉的企業内部私人网络聊天和即時通訊网络服务。除了一对一和小组聊天外，它还具有云端文件存储、视频通话、搜索信息历史和浏览在线图片等功能。该软件可运行在Microsoft Windows、Mac或Linux電腦以及Android和IOS智能手机和平板电脑上。自2014年起，HipChat采用免费增值模式，大部分服务為免费，一些额外的功能需要按月付费。HipChat于2010年推出，2012年被Atlassian收购。
2018年7月，Slack宣佈从Atlassian手中收购HipChat的代码库和相关IP资产，HipChat停止運行。此后，HipChat的客户被迁移到Slack群组协作平台，过渡期于2019年2月完成。

## 外部鏈接
- Official Site （页面存档备份，存于）